# L'Enfer des hommes
Pour plus de détails, voir Fiche technique et Distribution.
L'Enfer des hommes ou Je reviens de l'enfer en Belgique (titre original : To Hell and Back) est un film américain réalisé par Jesse Hibbs, sorti en 1955.

## Synopsis
L'histoire de l'acteur le plus décoré des États-Unis, Audie Murphy, durant la Seconde Guerre mondiale. Il n'avait pas encore vingt ans.

## Fiche technique
Source principale de la fiche technique
- Titre : L'Enfer des hommes
- Titre original : To Hell and Back
- Titre en Belgique : Je reviens de l'enfer[1]
- Réalisation : Jesse Hibbs
- Scénario : Gil Doud, adapté de l'autobiographie To Hell And Back d'Audie Murphy
- Direction artistique : Robert Clatworthy et Alexander Golitzen
- Musique : Irving Gertz, William Lava, Henry Mancini et Lou Maury
- Décors : John P. Austin et Russell A. Gausman[3]
- Costumes :
- Photographie : Maury Gertsman
- Son : Leslie I. Carey[3]
- Montage : Edward Curtiss
- Production : Aaron Rosenberg
- Société de production : Universal Pictures
- Distribution :
  - États-Unis : Universal Pictures (au cinéma), MCA/Universal Home Video (en VHS), Comet Video (en DVD)
  - France : Universal Studio Canal Video (en DVD)[4]
- Budget : 5.800.000 $US[5].
- Pays de production:  États-Unis
- Format : Couleur (Technicolor) - Son : Monophonique (Western Electric Recording)  et 4-Track Stereo - 2,55:1 - Format 35 mm
- Genre : Film dramatique,  Film de guerre, Film d'action, Film biographique
- Durée : 106 minutes
- Dates de sortie :
  - États-Unis : 17 août 1955, à San Antonio, Texas
  - Belgique : 23 décembre 1955
  - France : 17 février 1956 (au cinéma) et 5 juin 2007 (en DVD)[4]
- Affiches : Reynold Brown (États-Unis), Constantin Belinsky, René Péron (France), Enzo Nistri (Italie)

### Lieux de tournage
Source principale des lieux de tournage
 Washington
Fort Lewis
Naches (Oak Creek Wildlife Area)
Yakima River

## Distribution
Source principale de la distribution

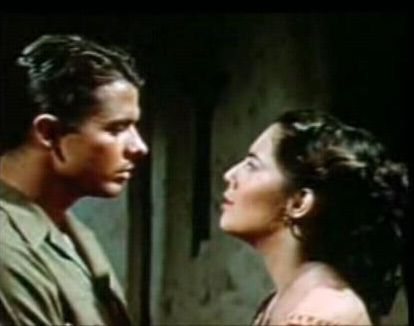
Audie Murphy et Susan Kohner dans une scène du film.

- Audie Murphy (VF : Jacques Thébault) : Audie Murphy
- Marshall Thompson (VF : Guy Loriquet) : Johnson
- Charles Drake (VF : Michel André) : Brandon
- Jack Kelly : Kerrigan
- Gregg Palmer (VF : Michel Gudin) : Lieutenant Manning
- Paul Picerni (VF : Bernard Noël) : Valentino
- David Janssen (VF : Raoul Guillet) : Lieutenant Lee
- Richard Castle : Kovak
- Bruce Cowling (VF : Marcel Painvin) : Capitaine Marks
- Paul Langton (VF : Jean Berton) : Colonel Howe
- Art Aragon : Sanchez
- Felix Noriego : Swope
- Denver Pyle : Thompson
- Brett Halsey : Saunders
- Susan Kohner : Maria
- Henry Kulky : Sgt. Stack
- Lloyd L. Wyatt (VF : Claude Bertrand) : Lieutenant Pierce
- Harold "Tommy" Hart (VF : Jean Clarieux) : Sergent Klasky
- John McIntire : voix du narrateur